# Piekielnica (rzeka)
Piekielnica (niem. Höllenberger Bach) – potok górski w Sudetach Środkowych w Górach Sowich w woj. dolnośląskim.
Górski potok, lewy dopływ Włodzicy o długości około 8 km. Składa się z wielu małych potoczków, których źródła znajdują się na wysokości około 680–710 m n.p.m. na południowo-zachodnich stokach Gór Sowich w okolicy Przęłeczy Woliborskiej. Źródłowe potoczki łączą się ze sobą pod Garncarzem i tworzą jeden potok, który wypływając z Gór Sowich w Przygórzu opuszcza rozległe lasy świerkowo-bukowe regla dolnego, przekraczając równocześnie granicę Parku Krajobrazowego Gór Sowich, a dalej doliną Obniżenia Noworudzkiego płynie w kierunku ujścia do Włodzicy w Nowej Rudzie. Zasadniczy kierunek biegu Piekielnicy jest południowo-zachodni.
Jest to potok górski zbierający wody z południowo-zachodnich zboczy Gór Sowich. Potok w większości swojego biegu nieuregulowany o wartkim prądzie wody, średni spadek wynosi 13,3‰.
W okresach wzmożonych opadów i wiosennych roztopów, stwarza poważne zagrożenie powodziowe. Kilkakrotnie występował z brzegów, podtapiając przyległe do potoku tereny. Wzdłuż Piekielnicy prowadzi wąska widokowa droga lokalna Nowa Ruda – Przygórze. Potok w miejscowości Przygórze otrzymuje bardzo dużą dawkę ścieków komunalnych. W potoku nielicznie występuje pstrąg potokowy.
Miejscowości, przez które przepływa:
- Przygórze
- Nowa Ruda